# Asociación Club Canino Colombiano
Asociación Club Canino Colombiano (ACCC) är Colombias nationella kennelklubb. Den är medlem i den internationella kennelfederationen Fédération Cynologique Internationale (FCI). Den är de colombianska hundägarnas intresse- och riksorganisation och för nationell stambok över hundraser. Organisationen grundades 1956.